# Céramique de Raeren

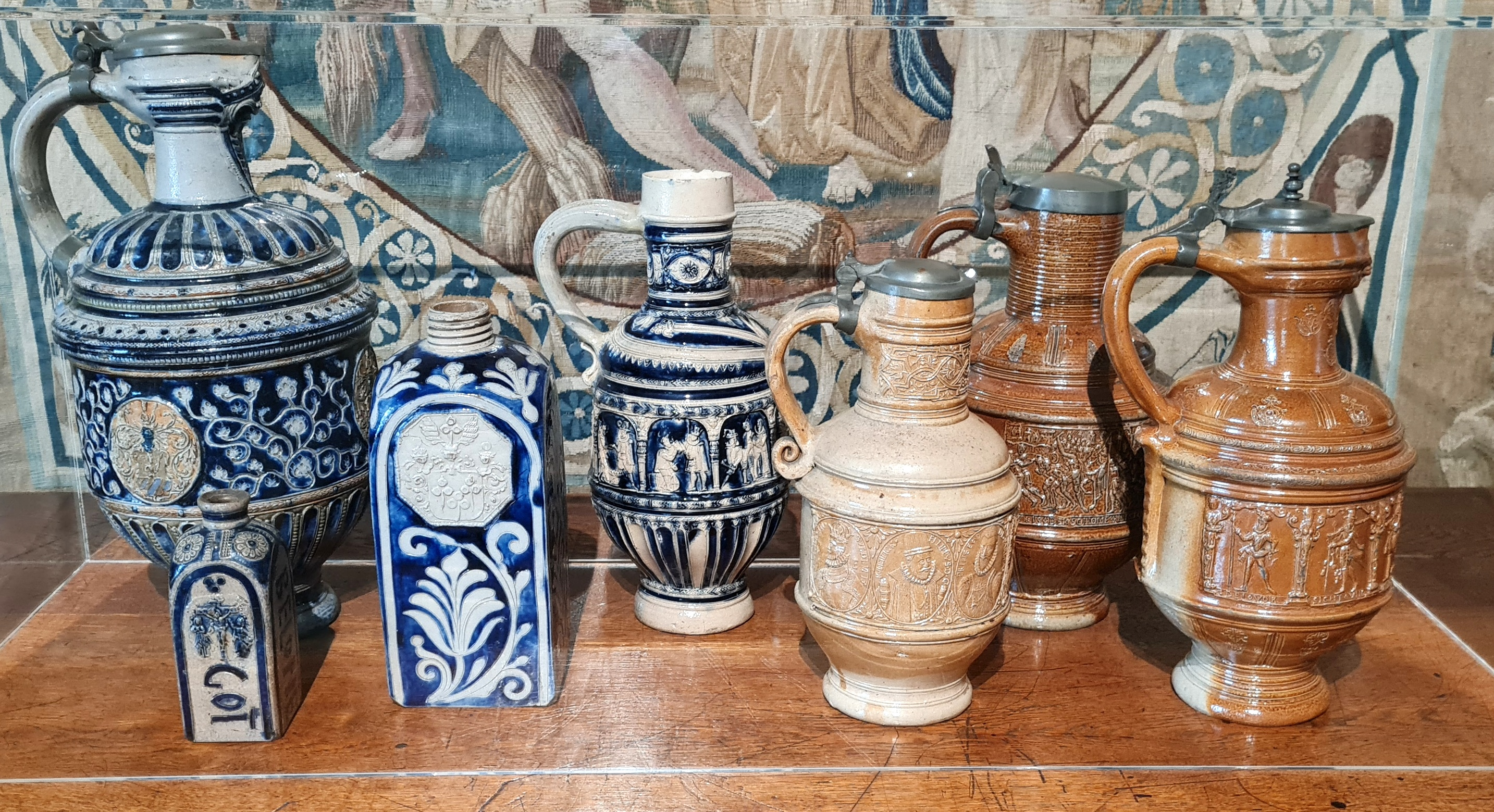
Grès de Raeren de la fin du XVIe et début du XVIIe siècle.

La céramique de Raeren est un type de poterie fabriqué dans la ville belge de Raeren et largement diffusé dès le Moyen Âge (XIIIe et XIVe siècles) mais qui connaît son apogée entre le XVe siècle et le XVIIe siècle.

## Historique
La période faste de la production de céramique à Raeren se situe entre le XVe siècle et le XVIIe siècle.
Durant cette période, la proximité de Raeren avec la ville de Cologne qui est le plus grand centre d’échanges de céramique rhénane fait que les productions de céramiques de Raeren sont grandement exportées, d'abord dans le nord-est de l’Europe ensuite dans le monde entier via les Anglais, Néerlandais et Espagnols qui utilisent les grès de Raeren pour la conservation des aliments sur leurs bateaux et qui les vendent dans leurs colonies du Nouveau Monde.
À partir du XVIIe siècle commence le déclin de la fabrication de céramiques à Raeren qui s'explique par des guerres dans la région, l'invention de la porcelaine européenne et des restrictions administratives à l’exploitation des ressources locales nécessaires aux fabrications des céramiques. La dernière cuisson de grès de Raeren a lieu en 1850.
Parmi les maîtres potiers célèbres et actifs à Raeren, on connaît Jan Emens (actif à Raeren de 1566 à 1594) et Jan Baldems Mennicken (actif de 1575 à 1584).

## Caractéristiques des grès de Raeren
Les productions en grès de Raeren sont diverses et sont aussi bien composées de simple vaisselle utilitaire que de produits hautement artistiques aux frises et décors luxueux.
Pour arriver à un grès les productions de Raeren sont cuites à haute température dans des fours d’une température d’au moins 1 250 °C et elles sont glaçurées au sel.
Au départ les grès de Raeren sont caractérisés par une finition avec une belle couleur brune brillante apportée par la cuisson au verni salin. À partir de 1583, le décor à l’engobe brun est remplacé par le bleu de cobalt sur fond gris. À partir du XVIIe siècle, l'utilisation du manganèse, couleur de grand feu va permettre l’apparition de décors violets et bruns.
Les grès de Raeren sont principalement décorés de motifs et de scènes en relief ayant régulièrement comme thématique les paysans, la religion, la mythologie et la propagande politique.